# 沼蟾科
沼蟾科，又名魔蟾科或泥蟾科，隸屬於無尾目下的一個科，通常稱之為幽靈蛙。沼蟾科轄下有兩個屬，分別是沼蟾屬（Heleophryne）和Hadromophryne，下再分成七個種。幽靈蛙棲息於南非山中的急流附近。“幽靈蛙”這個名字可能源自於人們在南非開普敦桌山骷髏峽谷（Skeleton Gorge）的溪流發現它們。

## 生理
幽靈蛙已演化出適應周邊有亂石有溪流的環境。幽靈蛙體型在蛙類中算是中等大小，有6（2.4英寸）長，身體平滑，這可使它們爬入岩石的裂縫中躲藏。另外，腳趾上有大型的吸盤，這可以幫助它們抓緊岩石。其蝌蚪的口器也演化出吸盤，可使它們固定在溪流底部的石頭，不至於被水流沖走，甚至吃東西時仍會吸住石頭。

## 生物分類
幽靈蛙與生活於塞舌爾的塞舌蛙和澳大利亞的龜蛙有親緣關係。
科：沼蟾科（Heleophrynidae）
- 屬：Hadromophryne Van Dijk, 2008
  - 納塔爾沼蟾（Hadromophryne natalensis Hewitt, 1913）
- 屬：沼蟾屬（Heleophrynus Sclater, 1898）
  - Heleophryne depressa FitzSimons, 1946
  - Heleophryne hewitti Boycott, 1988
  - 東方沼蟾（Heleophryne orientalis FitzSimons, 1946）
  - 珀塞爾沼蟾（Heleophryne purcelli Sclater, 1898）
  - 勒吉沼蟾（Heleophryne regis Hewitt, 1910）
  - 羅斯沼蟾（Heleophryne rosei Hewitt, 1925）

## EDGE瀕危物種
在2008年1月21日，进化特殊的全球濒危物種組織（簡稱EDGE）找出了自然界中“最離奇”、“最美妙”和“最瀕危”的物種，並指出：“EDGE的兩棲動物是地球上最值得注意和最獨特的物種，可是前100名中有85%的物種正遭受棲息地減少或無棲息地的境況。” 其中，幽靈蛙在EDGE中被列入前10名。